# Доміціана Джордано
Доміціана Джордано (італ. Domiziana Giordano; * 4 вересня 1959, Рим, Італія) — італійська акторка.

## Життєпис
Доміціана Джордано народилася 4 вересня 1959 в Римі в родині художників і архітекторів. У неї є сестра Франческа. Доміціана з дитинства захоплювалася образотворчим мистецтвом. Спочатку вона вивчала архітектуру, проте пізніше вирішила повністю перейти на живопис і кінематограф. Після закінчення Академії драматичного мистецтва в Римі, Джордано переїхала в Нью-Йорк і навчалася в New York Film Academy на режисерському факультеті. Джордано почала кар'єру як асистент режисера в театральних постановках. У 1982 вона вперше виступила як актриса, з'явившись в епізоді фільму «Мої друзі 2». У наступному році виконала головну жіночу роль в драмі Андрія Тарковського «Ностальгія». У США стала популярною завдяки ролі вампіра Мадлен в картині Ніла Джордана «Інтерв'ю з вампіром: Хроніка життя вампіра». У 1997 році отримала премію фестивалю «Fantasporto» за гру у фільмі «Зіна». Окрім участі у фільмах і спектаклях, Джордано пише вірші і захоплюється фотографією. У 2002 році на зустрічі в Арлі вона була номінована на премію за найкращу фотографію. Співпрацює з Інтернет-магазином «Nova».

## Фільмографія
| Рік  |    | Українська назва                           | Оригінальна назва                                  | Роль             |
| ---- | -- | ------------------------------------------ | -------------------------------------------------- | ---------------- |
| 1982 | ф  | Мої друзі 2                                | Amici miei atto II                                 | Ноемі            |
| 1983 | ф  | Ностальгія                                 | Nostalghia                                         | Еудженія         |
| 1984 | ф  | За жалюзі                                  | Bakom jalusin                                      | Гелена Азін      |
| 1986 | ф  | Зіна                                       | Zina                                               | Зіна Бронштейн   |
| 1987 | ф  | Дивне життя                                | Strana la vita                                     | Сильвія          |
| 1989 | ф  |                                            | Normality                                          | Люція            |
| 1990 | тф |                                            | Eleonora Pimentel                                  | Елеонора         |
| 1990 | ф  | Нова хвиля                                 | Nouvelle vague                                     | Торлато-Фавріні  |
| 1991 | тф |                                            | Gioco perverso                                     | Клара            |
| 1993 | с  | Хроніки молодого Індіани Джонса            | The Young Indiana Джонс Chronicles                 | Мата Харі        |
| 1994 | ф  | Інтерв'ю з вампіром: хроніка життя вампіра | Interview with the Vampire: The Vampire Chronicles | Мадлен           |
| 1994 | ф  | Маріо та чарівник                          | Mario und der Zauberer                             | Принципесса      |
| 1995 | ф  |                                            | La famiglia Ricordi                                | Тереза           |
| 1995 | тф | Обман                                      | Machinations                                       | Елізабет Стадлер |
| 1997 | с  |                                            | Finalmente soli                                    | Ірен             |
| 2000 | ф  | Закон протилежностей                       | Canone inverso — making love                       | баронеса Блау    |
| 2003 | ф  | Рецепти Антонії                            | Il quaderno della spesa                            | Арміда           |

## Нагороди та номінації
| Рік  | Нагорода                   | Категорія                        | Результат |
| ---- | -------------------------- | -------------------------------- | --------- |
| 1997 | Фестиваль Fantasporto 1986 | Найкраща актриса за фільм «Зіна» | Перемога  |
| 2002 | Зустрічі в Арлі            | Найкраща фотографія              | Номінація |

## Джерело
- Сторінка в інтернеті [Архівовано 28 травня 2014 у Wayback Machine.]

| Актор | Це незавершена стаття про акторку. Ви можете допомогти проєкту, виправивши або дописавши її. |